# Björn Klinge
Björn Christer Klinge, född 12 januari 1950 i Alingsås, är en svensk tandläkare och professor i parodontologi.
Björn Klinge tog tandläkarexamen 1977 vid Tandläkarhögskolan i Malmö där han även avlade odontologie doktorsexamen 1984 då han disputerade på en avhandling om parodontal regeneration, återskapandet av förlorad vävnad vid tandlossningssjukdomar. Han blev 1994 professor i parodontologi vid Karolinska Institutet.